# 莒光樓
莒光樓，是一棟位於中華民國金門縣金城鎮莒光湖旁的建築，樓高三層，建於1952年。其最初建造目的為表彰在古寧頭戰役中的中華民國國軍官兵，主要紀念胡璉將軍，係建築師沈學海設計。鎮館之寶為青天白日勳章，中華民國郵票曾多次以此樓為票面圖案。目前是金門縣知名觀光景點。

## 建築意義
莒光樓，位在金城鎮西南，下臨莒光湖，背擁豐蓮山餘脈，面浯江溪出海口，外聯建功嶼，佔地兩千餘坪，風景秀麗。遊客登臨頂樓，近可一覽 金城市區全景、浯江海潮，遠可眺望建功嶼、烈嶼風光及大陸山河。
莒光樓的造型概念，源自於古典建築的做法，但具新意的比例調整與形式轉化，使得整座建築呈現雄渾的氣勢。
莒光樓作為戰地精神的象徵，繼承了南京《首都計劃》的中國固有形式，轉化了傳統城牆城市的角樓建築，讓這棟代表當時金門的大門，一方面象微「固若金湯，雄鎮海門」的戰地精神。
這棟建築轉化了北京紫禁城角樓頂層的作法，將傳統城樓放在現代建築的基座之上。其平面格局與屋頂形式，仿用了紫禁城角樓上的「十字形」平面（約1,212平方公尺）及「十字脊」屋頂。對稱的十字脊屋頂形式，在高聳的城牆上，非常適合作為角樓的建築形式，既允許四面八方的凝視，也適合居中登高眺望，是不折不扣的地標建築形式。
莒光樓曾作為中華民國郵票的圖案，發行版色甚多，隨著郵票傳佈全球，馳名國內外，更是許多國內外賓客訪金的第一站，與「毋忘在莒」勒石同樣成為戰地金門著名的地標性建築。
由於莒光樓作為戰地金門的精神象徵，也是國共對峙、全球東西陣營冷戰對峙的地標，在1959－1964年間4度被中華民國交通部郵政總局做為郵票的主題，發行圖版設計51種，總發行量達1,200萬套，遍及國內外。

## 展示內容

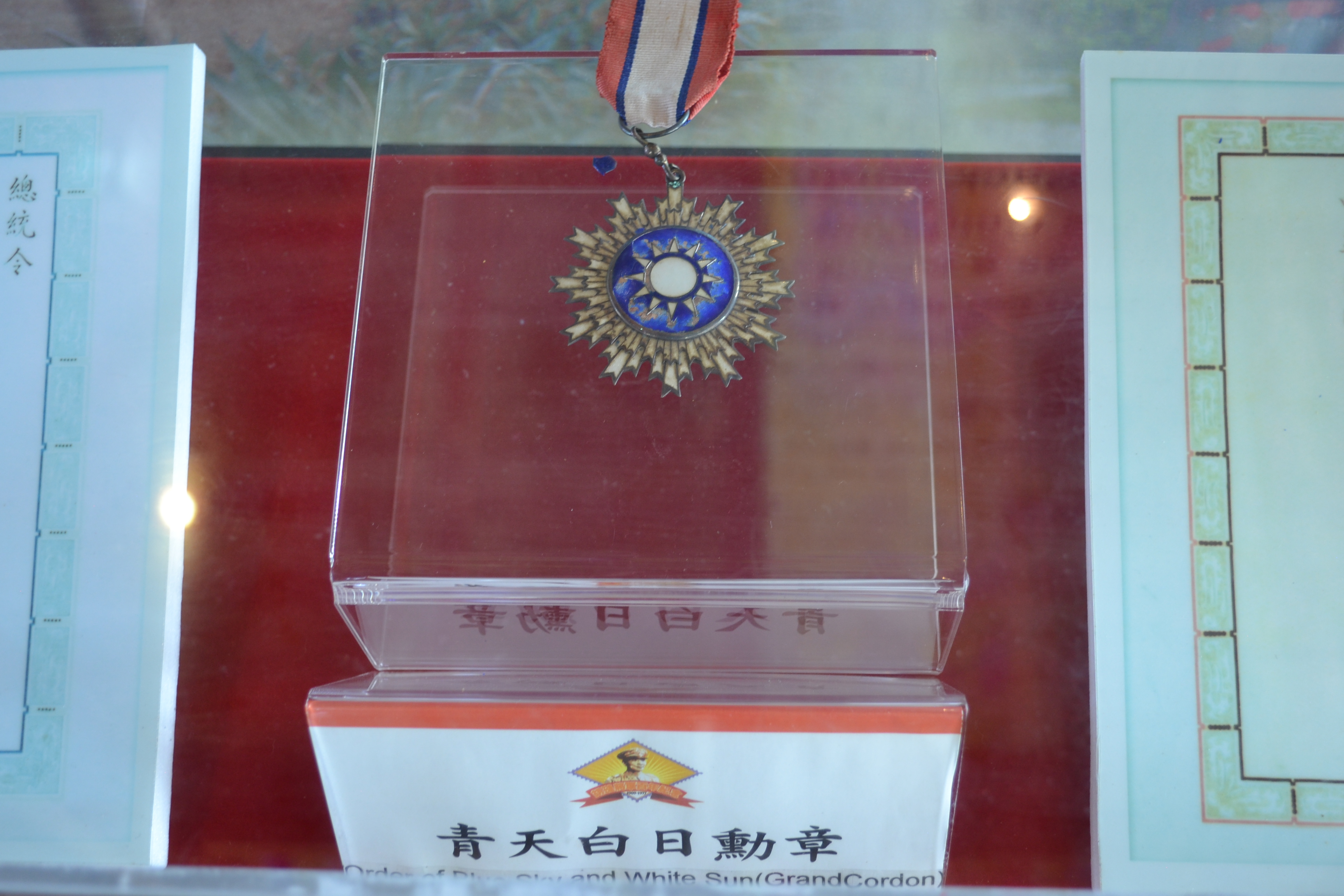
胡璉將軍所獲得的青天白日勳章，攝於2011年10月22日。

### 一樓主樓展示區
風獅爺、民俗物品、傳統聚落、金門高梁酒、金門鋼刀

### 二樓展示區
牆上掛圖，右邊掛圖（第1幅遠眺莒光樓、第2幅見證莒光樓風華、第3福雄恃、第4幅英姿、第5幅話舊），左邊掛圖（第6幅遠眺料羅、第7幅大膽北山、第8幅不沉默的航艦大膽、第9幅老厝、第10幅遠眺、第11幅莒光樓的清晨），展示玻璃櫃為鸕鶿公仔。
還有每年的農曆4月12迎城隍的圖片，是金門最盛大的宗教文化慶典活動。

### 三樓展示區
胡璉將軍展示櫃，有青天白日勳章、證書，二等寶鼎勳章、四等寶鼎勳章、證書，二等雲麾勳章、三等雲麾勳章、證書，景星勳章、忠勤勳章、證書，勝利勳章、陸海空甲種一等獎章、證書，光華甲種一等獎章、干城甲種一等獎章、證書，陸光甲種獎章、美國自由獎、外交關係協會勳章、證書，越南第一等退伍軍人佩勳章、越南農村建設勳章、越南一等經濟佩星勳章、越南文化教育勳章、證書，任官狀、陸海空軍武功狀、畢業證書，訓練團證書、國民政府任職令。三樓外面還有免費的望遠鏡可以遠看廈門。

## 外部連結
- 莒光樓——文化部文化資產局 （页面存档备份，存于）